# QantasLink
QantasLink (OACI: QLK) est une compagnie aérienne régionale, filiale de la compagnie Qantas, elle fait partie de l'alliance Oneworld.
Ses principaux concurrents sont Regional Express et Virgin Australia Regional Airlines. En septembre 2010, QantasLink organise 1900 vols par semaine dans 54 destinations régionales et internationales.

## Histoire
Avant 2002, il y avait de nombreuses filiales de Qantas ; AirLink, Sunstate Airlines, Eastern Australia Airlines et Southern Australia Airlines. En 2002, ces compagnies ont fusionné pour créer QantasLink.

## Flotte

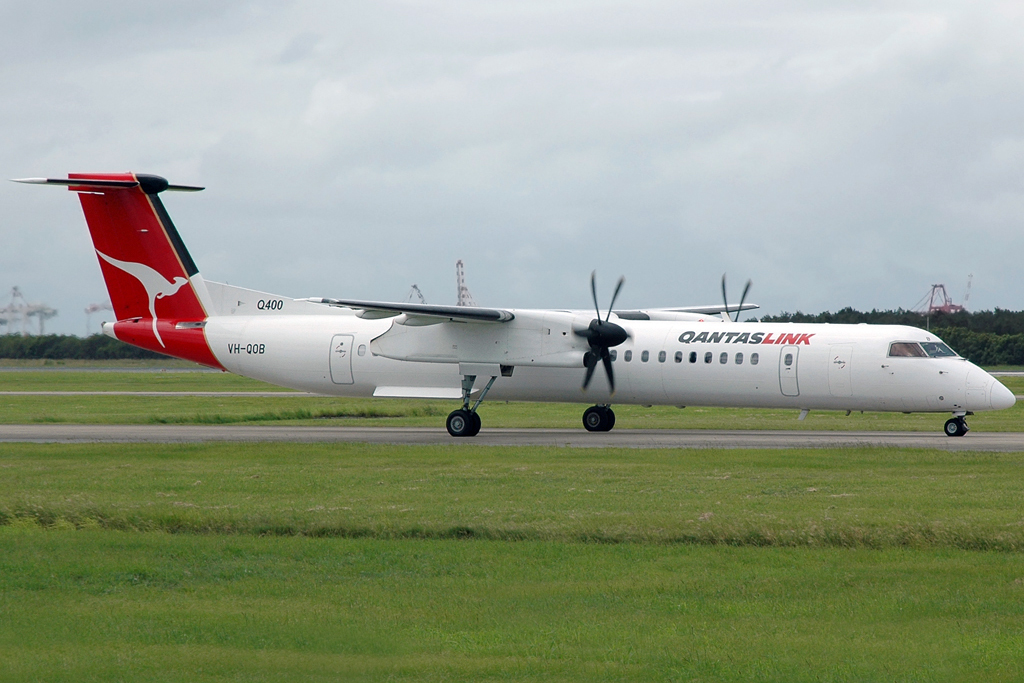
Bombardier Q400 de QantasLink

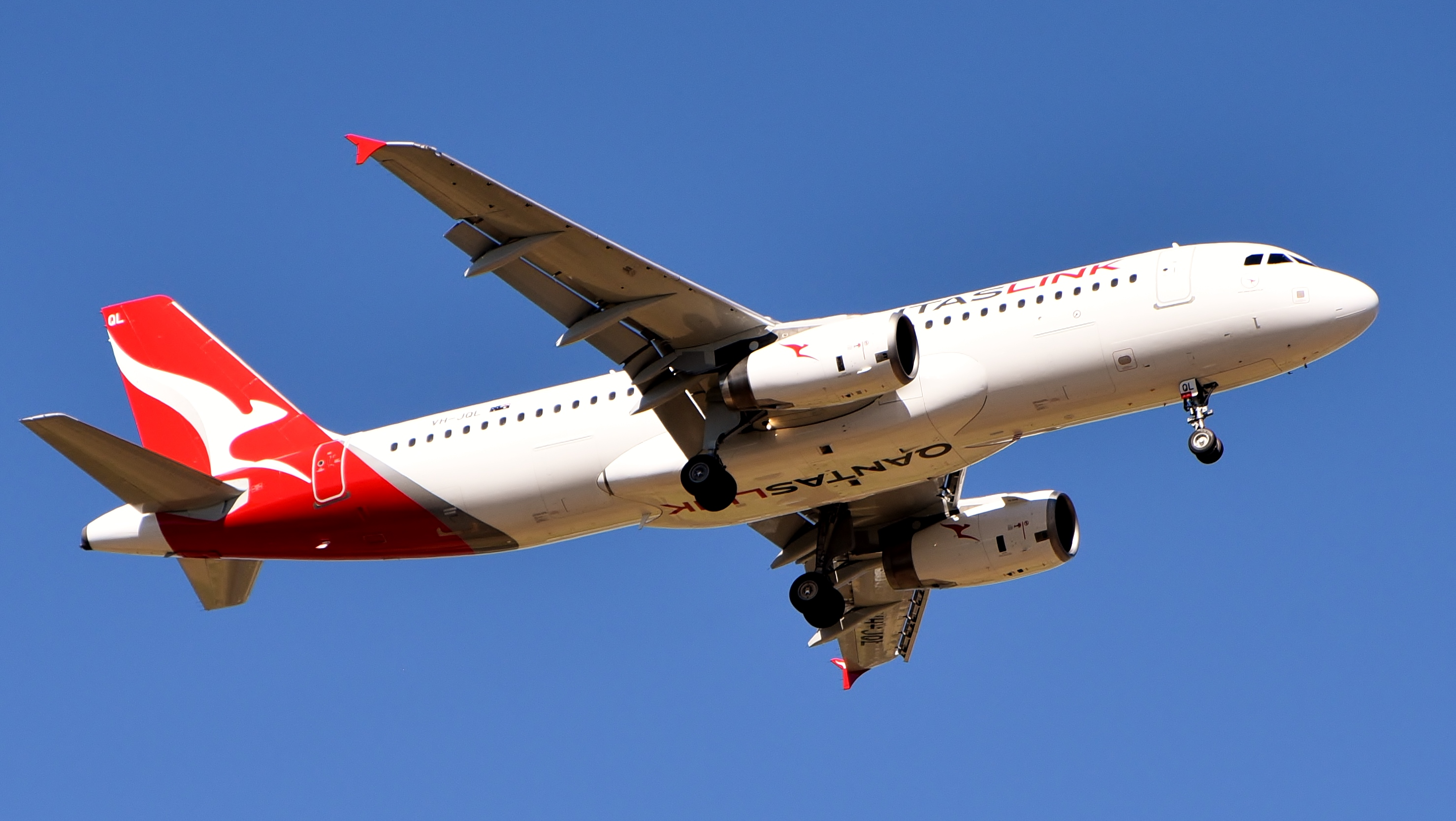
Un Airbus A320 de QantasLink

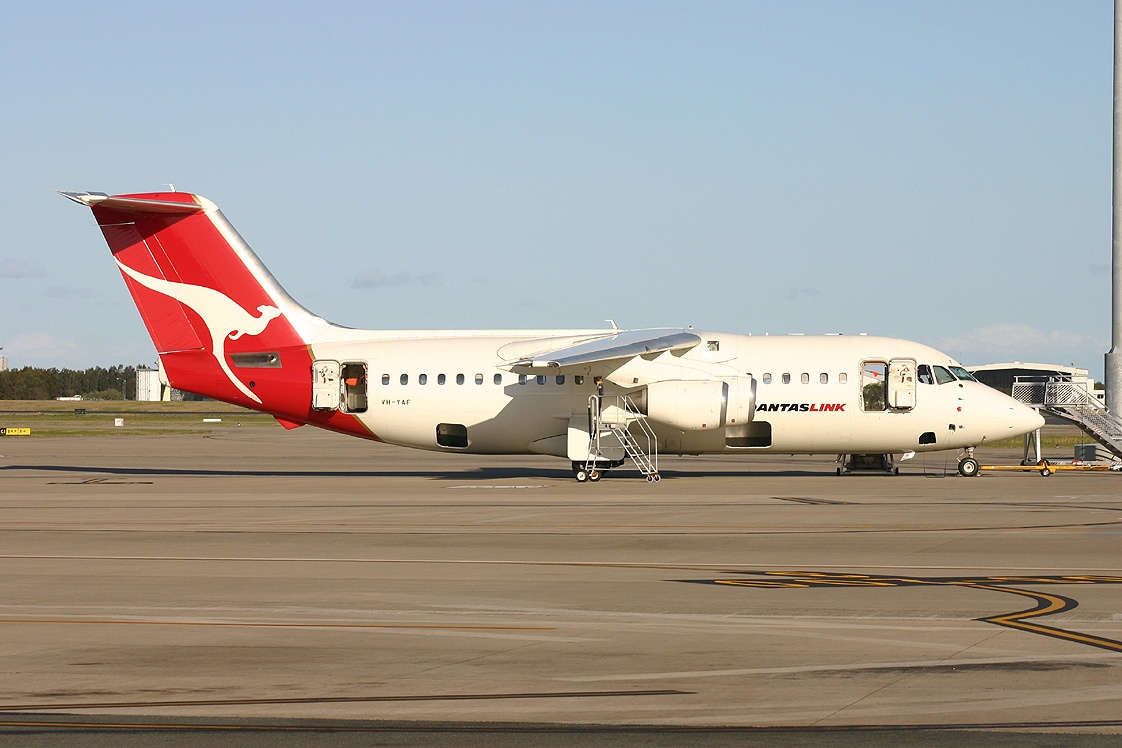
Un ancien British Aerospace BAe-146-200 de QantasLink (opéré par National Jet Systems)

Au mois de mai 2025, la flotte de QantasLink compte les appareils suivants ,:
| Appareil        | En service | Commande | Passengers | Passengers | Passengers | Notes                                 |
| --------------- | ---------- | -------- | ---------- | ---------- | ---------- | ------------------------------------- |
| Appareil        | En service | Commande | J          | Y          | Total      | Notes                                 |
| Airbus A320-200 | 6          | 5        | 0          | 180        | 180        | Opérés par Network Aviation           |
| Boeing 717-200  | 20         | —        | 12         | 98         | 110        | Opérés par National Jet Systems       |
| Boeing 717-200  | 20         | —        | 0          | 125        | 125        | Opérés par National Jet Systems       |
| Dash 8-Q200     | 3          | —        | 0          | 36         | 36         | Opérés par Eastern Australia Airlines |
| Dash 8-Q300     | 16         | —        | 0          | 50         | 50         | Opérés par Eastern Australia Airlines |
| Bombardier Q400 | 31         | —        | 0          | 74         | 74         | Opérés par Sunstate Airlines          |
| Fokker 100      | 17         | —        | 0          | 105        | 105        | Opérés par Network Aviation           |
| Total           | 93         | 5        |            |            |            |                                       |

Autrefois, elle exploitait également des BAe 146.
La maintenance se trouve à Sydney, Melbourne et Brisbane, tandis que les grandes maintenances sont effectuées à Tamworth.

## Incidents et accidents
- Le 29 mai 2003, le vol Qantas 1737 a fait l'objet d'une tentative de détournement.

## Galerie

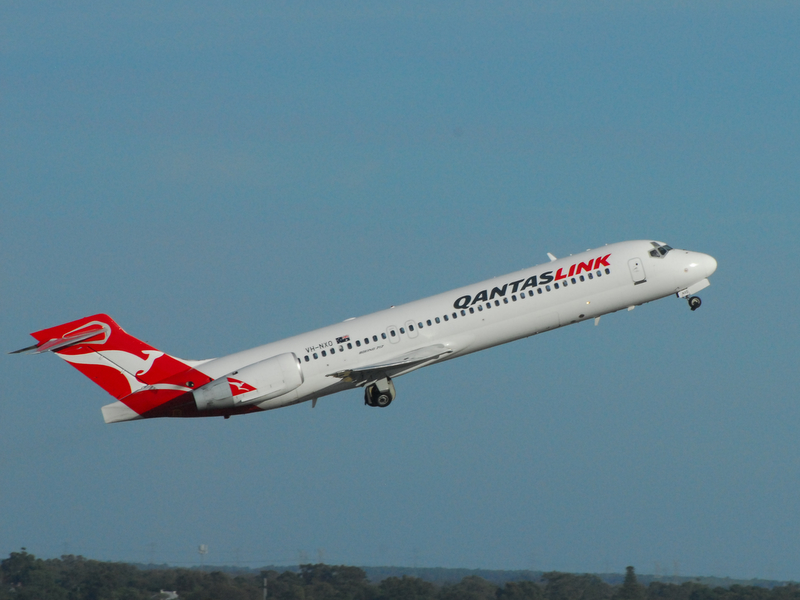
Boeing 717
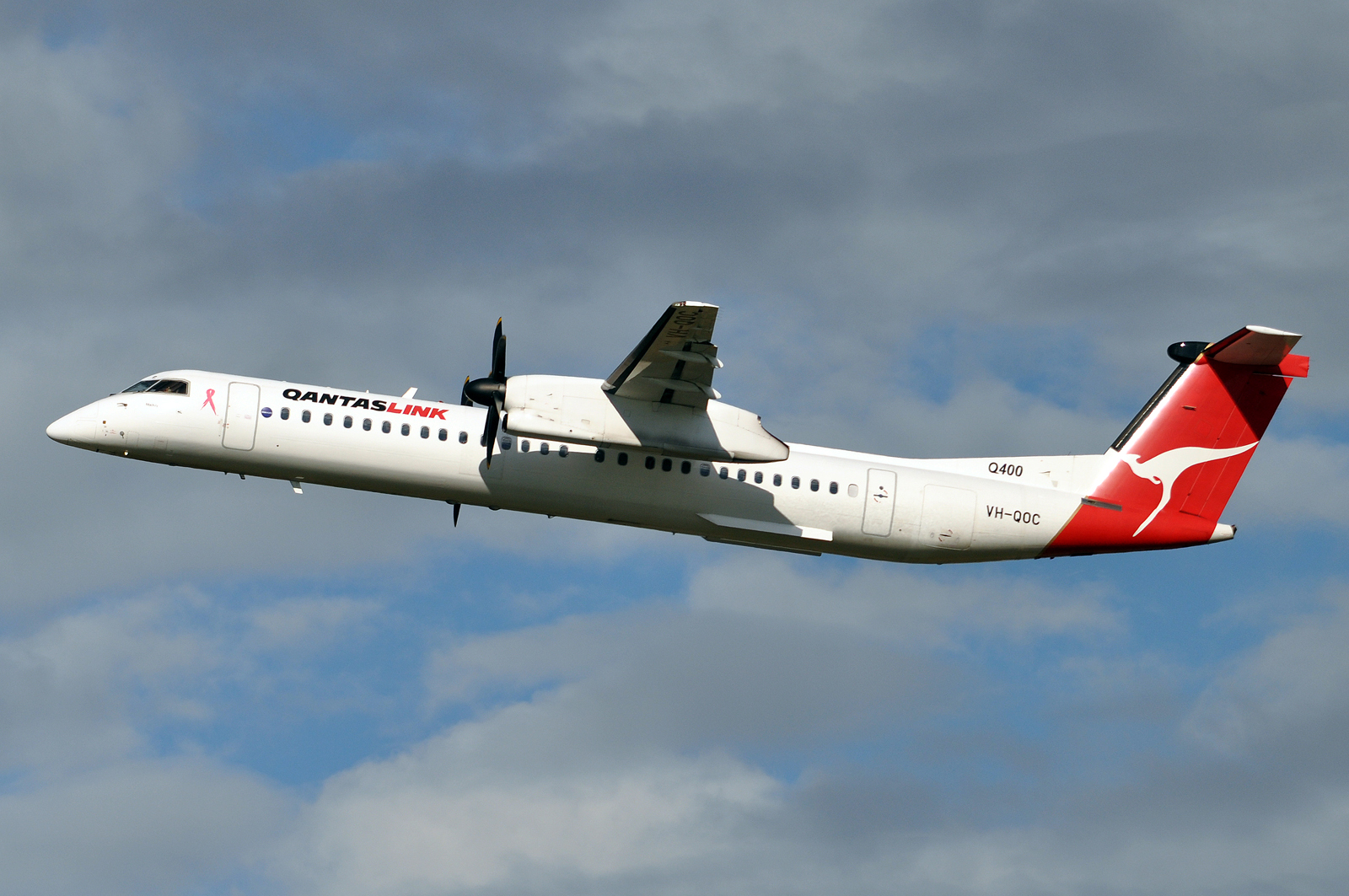
Dash 8-Q402
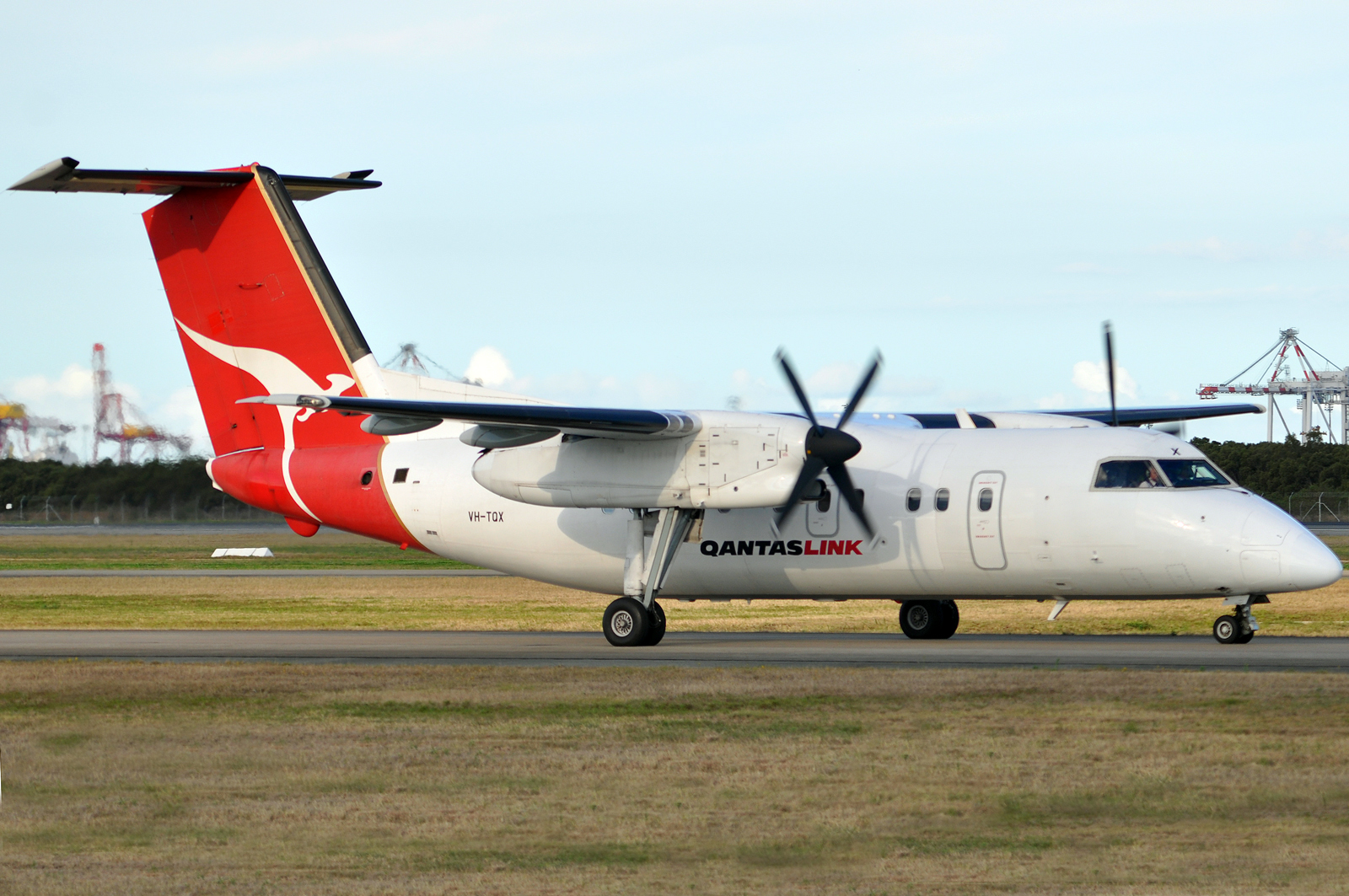
Dash 8-Q202
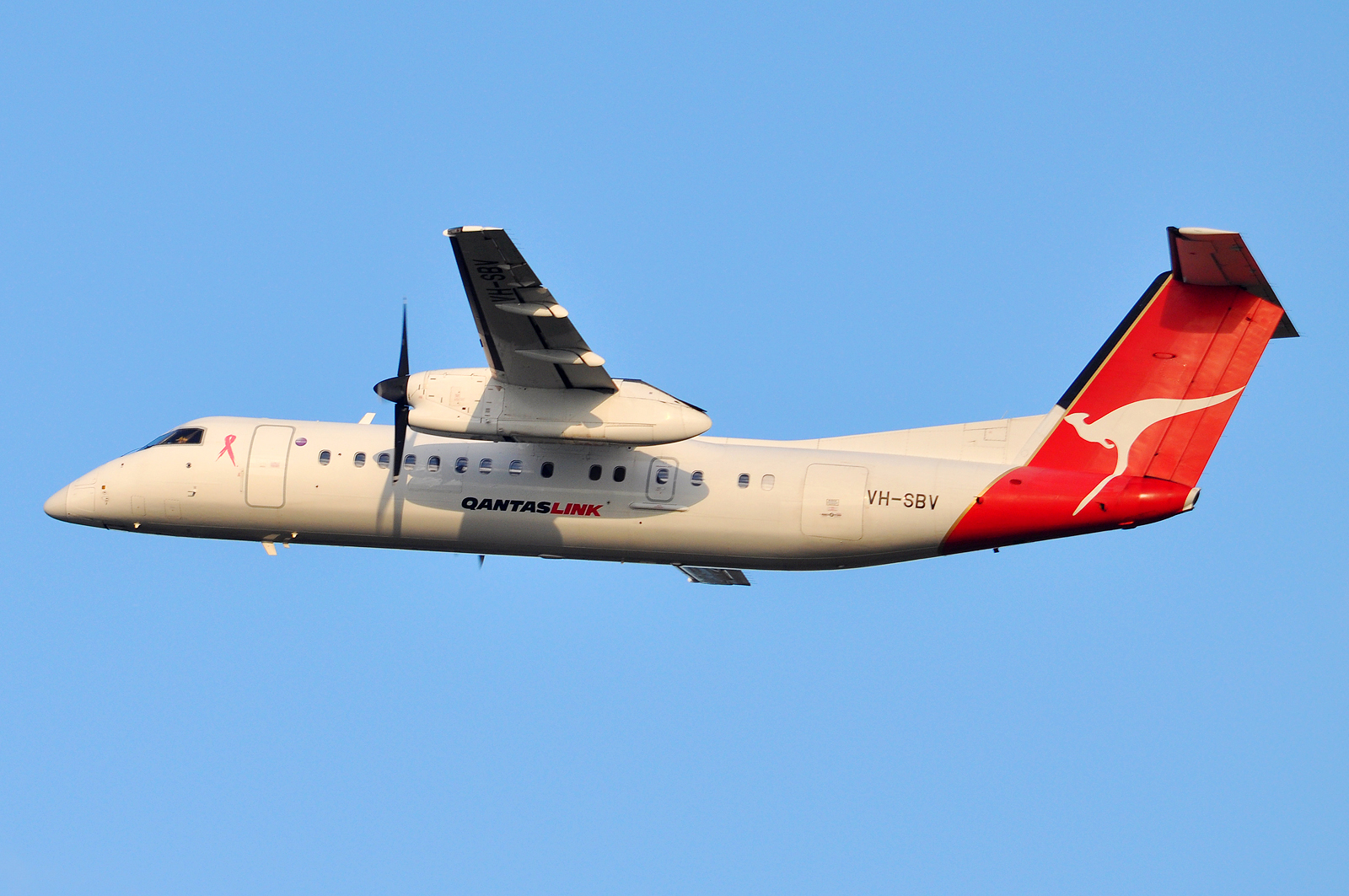
Dash 8-Q315
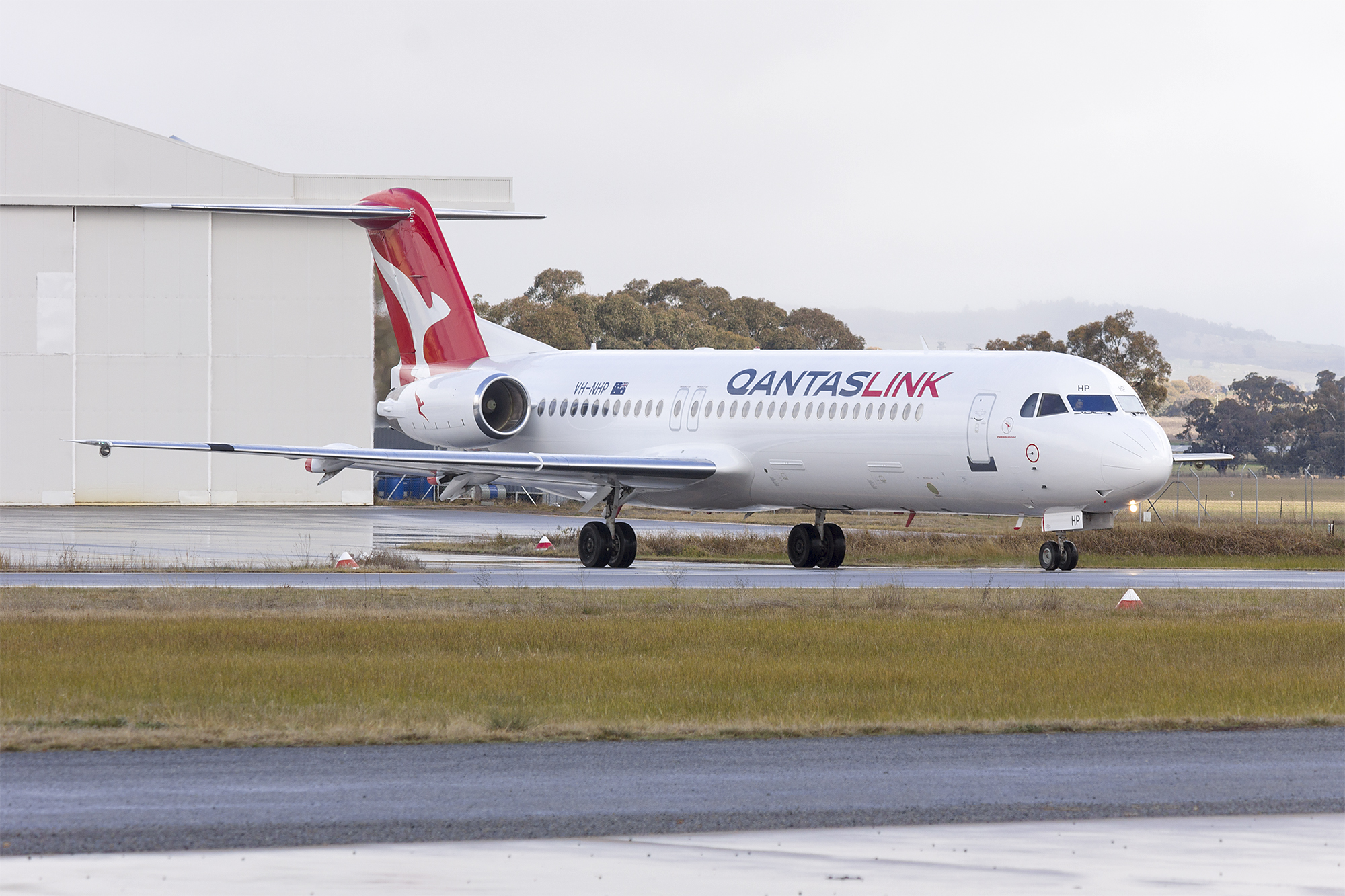
Fokker 100